# Alouette de Sclater
Spizocorys sclateri
Espèce
Statut de conservation UICN

 NT  : Quasi menacé
L'Alouette de Sclater (Spizocorys sclateri) est une espèce d'oiseaux. Comme toutes les alouettes elle appartient à la famille des Alaudidae.

## Répartition et habitat
Elle peuple le Karoo nama.
Elle vit en Namibie et en Afrique du Sud. Elle vit dans les plaines pierreuses arides et semi-arides avec des herbes et des buissons dispersés sur un sol argileux

## Alimentation
Elle se nourrit d'insectes et des graines.

## Reproduction
La saison de reproduction s'étend de août à décembre. Cette espèce est monogame et pond un seul œuf. La couvaison dure de 11 à 13 jours.